# Outavallei
De Outavallei, Zweeds: Outavuoma, is een dal in Zweden. Het dal ligt in de gemeente Kiruna ten westen en ten zuiden van de Outaberg en bestaat vooral uit moeras met hier en daar een meer, waaronder het Outameer. De Outavaararivier ligt in het noorden van het dal en is de enige rivier waarvan de contouren duidelijk zijn, het andere water stroomt naar het noorden weg via het Mannameer en meer moeras.